# Fumière

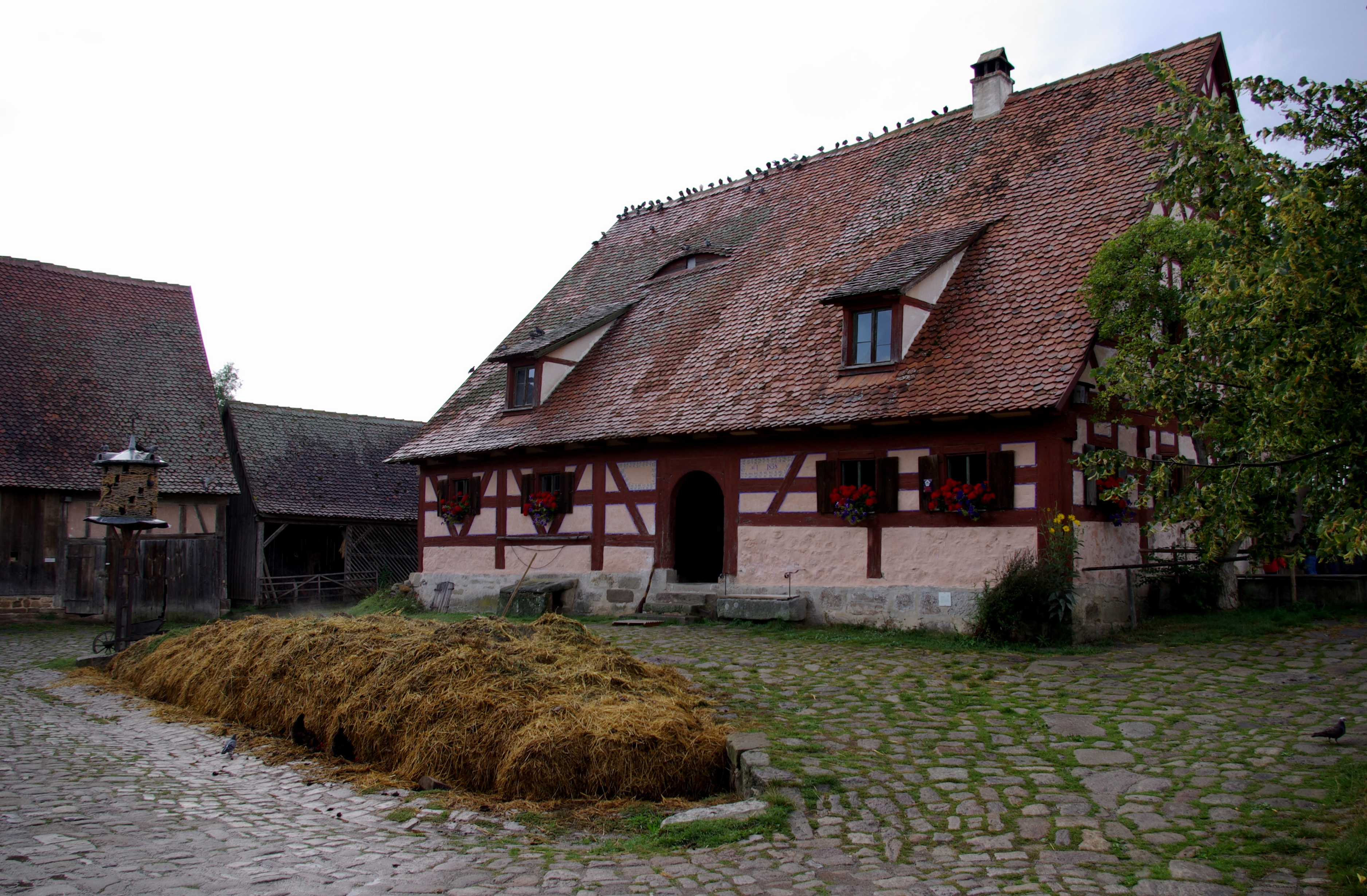
Fumière devant une ferme de 1684.

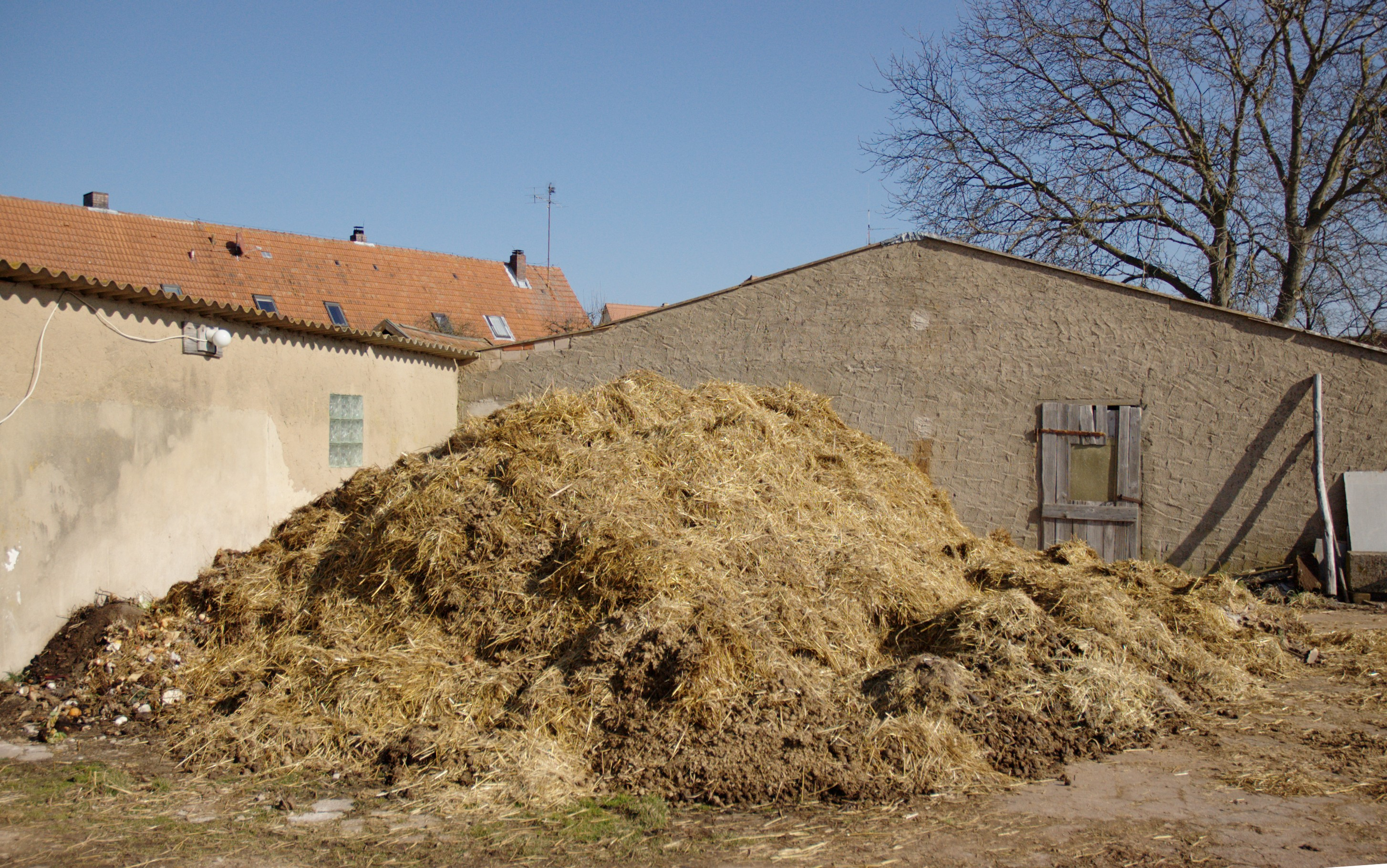
Stockage de plain pied.

La fumière est le lieu de stockage du fumier.
Jadis présente dans toutes les exploitations agricoles, elle est réglementée au XXe siècle dans les pays industrialisés, en raison des nuisances qu'elle peut amener.

## Origine
Le fumier est stocké depuis des siècles en vue de son utilisation comme engrais, et l'usage de la fosse est fort ancien : Cassius Dionysus cite au IIe siècle av. J.-C. Magon le Carthaginois « Certains cultivateurs creusent une fosse grande et profonde pour y porter et y faire pourrir toute espèce de fumier, bon ou mauvais ».

Schéma de fosses à fumier.

## Forme
Elle peut être :
- de plain pied, simple aire pour le tas de fumier ou bordée d'un, deux ou trois murs ; pour des raisons pratiques, elle est parfois adossée à un bâtiment ou à un talus ;
- en fosse dont l'un des côtés, en pente, constitue une rampe d'accès pour le véhicule d'enlèvement ; dans ce cas, elle est aussi appelée fosse à fumier[N 1] ou encore fosse à purin[2] ;
- dans le soubassement d'un immeuble (ce type de fumière se retrouve tant au nord de l'Europe[3] qu'au sud[4]) ou d'un local (sous l'étable ou la porcherie).

## Emplacement

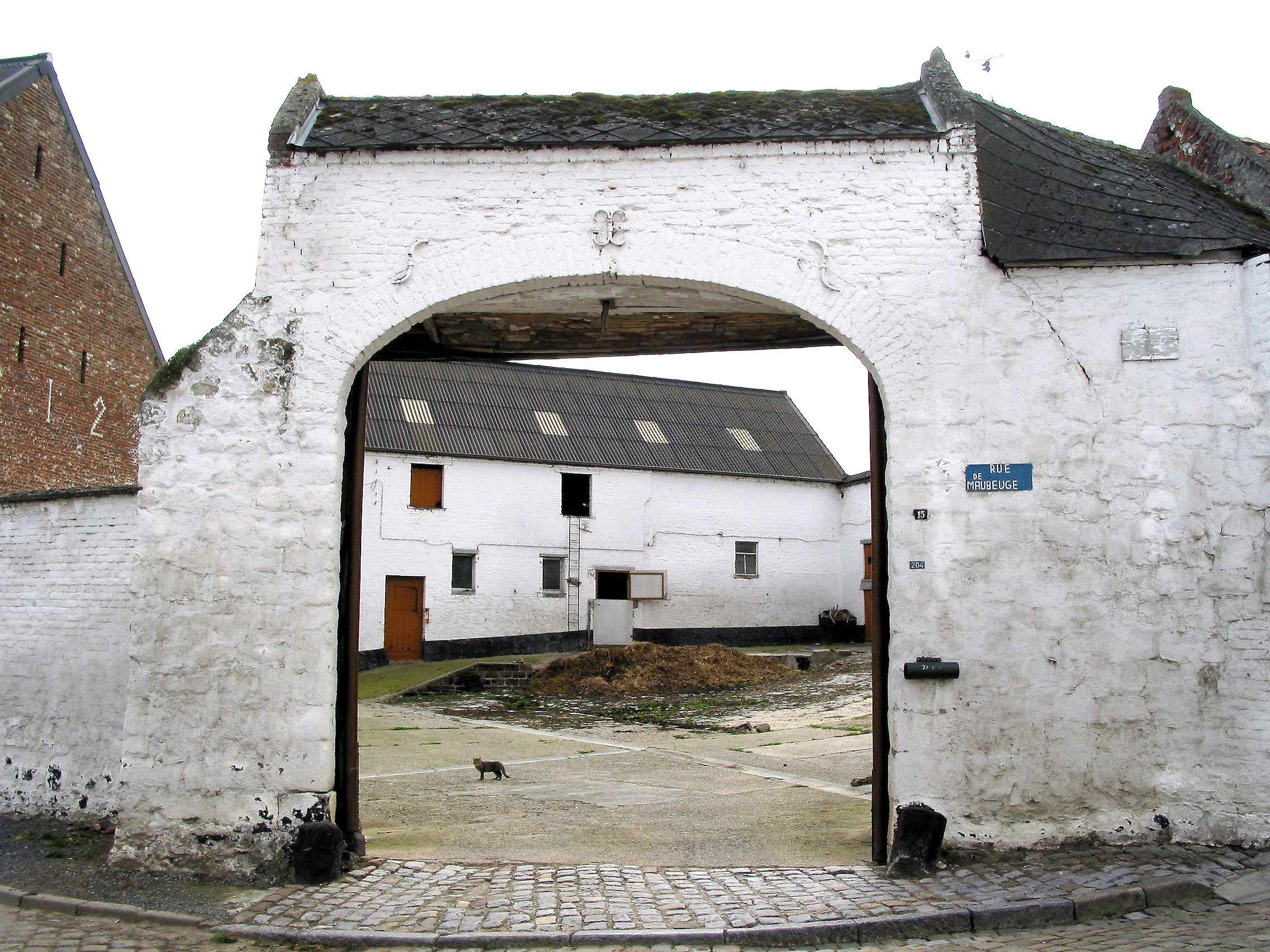
Fumière au centre de la cour d'une ferme hesbignonne en 2005.

La fumière se trouve traditionnellement plus ou moins proche des étables (plus proche, elle réduit le temps de nettoyage des locaux et le transport) et éloignée de l'habitation (pour échapper, autant que faire se peut, aux exhalaisons). L'emplacement est cependant variable selon les régions.
Dans la Drôme, la fumière occupe un coin de la cour.
En Hesbaye, où les fermes sont construites sur un plan carré, la fumière occupe le centre de la cour intérieure ; elle est parfois légèrement décentrée du côté des étables ce qui facilite la manutention et limite les nuisances en matière d'hygiène. Cette pratique subsiste encore au début du XXIe siècle.
Dès le début du XIXe siècle pourtant, il était conseillé, pour distribuer salubrement les bâtiments d'une ferme, de ne pas stocker les fumiers dans la cour mais hors de l'enceinte des bâtiments.

## Construction
La fosse à fumier n'était jadis qu'un simple trou creusé par le fermier à même la terre, et sa superficie et sa profondeur dépendaient de la quantité et du type de fumier à produire ; le trou était parfois surplombé de murs qui en augmentaient le volume. Cette manière de faire est toujours d'actualité dans les pays en voie de développement où les outils nécessaires au creusement (pioche et pelle) comme à la vidange (fourche) et au transport (charrette) ultérieurs du fumier, se trouvent parfois difficilement dans le commerce. En 2009, l'Agence des États-Unis pour le développement international doit encore citer la fosse à fumier comme annexe de l'étable idéale.
Comme le fumier (dont la fermentation nécessite l'arrosage soit par l'homme soit par les eaux de pluie) produit un « jus », le fond des fosses, lorsqu'il a été ensuite bétonné, a été pourvu d'un avaloir permettant la récupération des eaux de percolation dans une autre fosse étanche.
La législation contemporaine, dans les pays industrialisés, impose des normes non seulement pour la fabrication des fosses, réalisées par des professionnels, mais aussi pour leur emplacement, et prend en compte la proximité de l'habitation, des voisins, des puits, des cours d'eau, des routes, des zones de loisirs, etc.
Elle prend également en compte la dangerosité pour les ouvriers agricoles qui ne travaillent plus en plein air mais dans une atmosphère confinée.

## Odeurs, dangers, symbolisme
Le fumier en décomposition dégage principalement quatre gaz ; deux sont inodores mais potentiellement dangereux : le méthane inflammable et explosif et le dioxyde de carbone potentiellement asphyxiant. Les deux autres sont particulièrement odorants : l'hydrogène sulfuré à l'odeur d'œuf pourri et l'ammoniaque aux émanations fortes, piquantes et irritantes. À concentration élevée, ces gaz menacent la santé ou la vie des êtres humains ou des animaux. Les fumières traditionnelles, à ciel ouvert laissant les gaz s'échapper dans l'atmosphère, limitent ces dangers mais ont participé olfactivement, et de façon non ambigüe, à l'image positive ou dépréciative que les citadins se sont faite des fermes et de la campagne. Leurs odeurs constituent encore une source de nuisance et de plaintes. La taille de la fumière a cependant longtemps indiqué symboliquement et pratiquement la richesse du paysan car plus elle était grande, plus le fermier possédait de bétail et donc de richesse, voire de pouvoir.

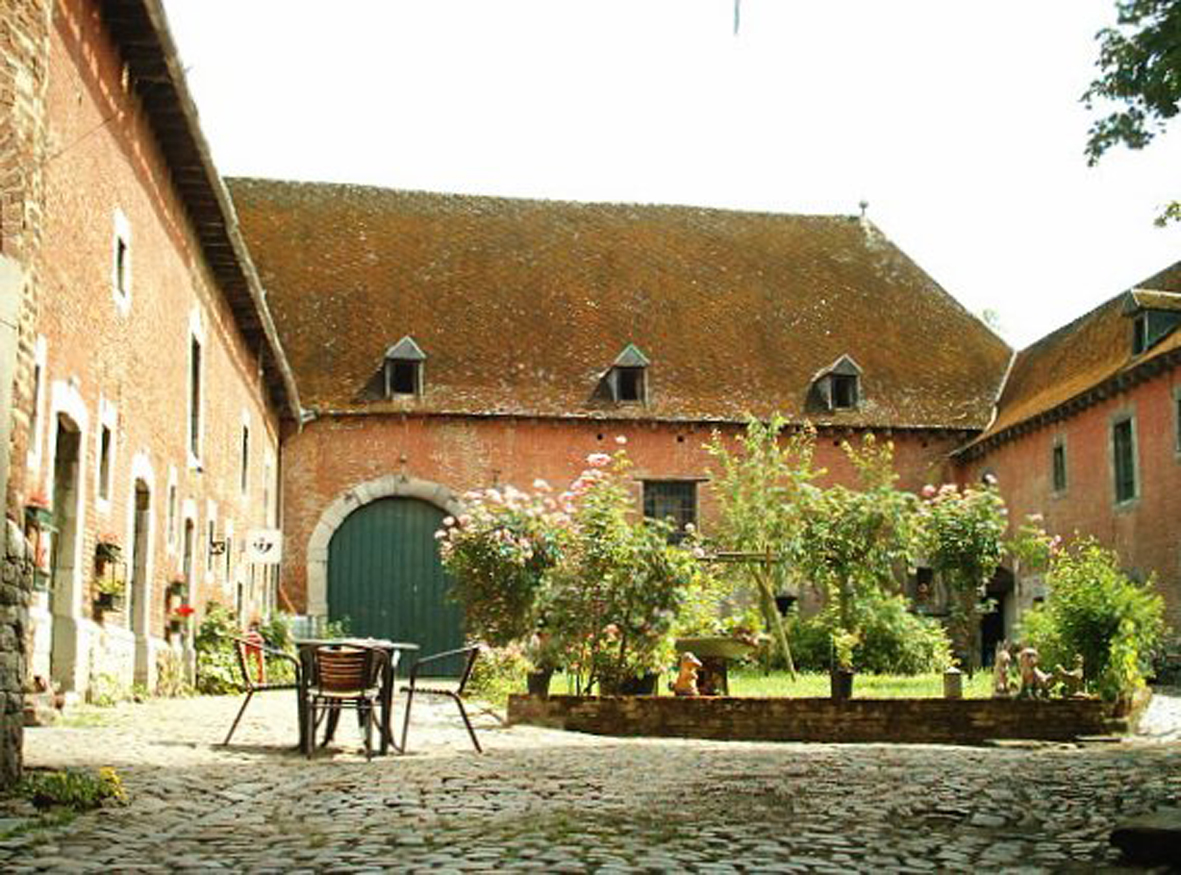
Fumière réaffectée, Ferme castrale de Hermalle-sous-Huy.

## Réaffectation
Dans les fermes où l'activité agricole s'est arrêtée ou dans celles qui ont déplacé les étables pour des raisons économiques ou de confort, l'ancienne fumière est généralement reconvertie en pelouse ou jardin d'agrément.

## Dans l'art

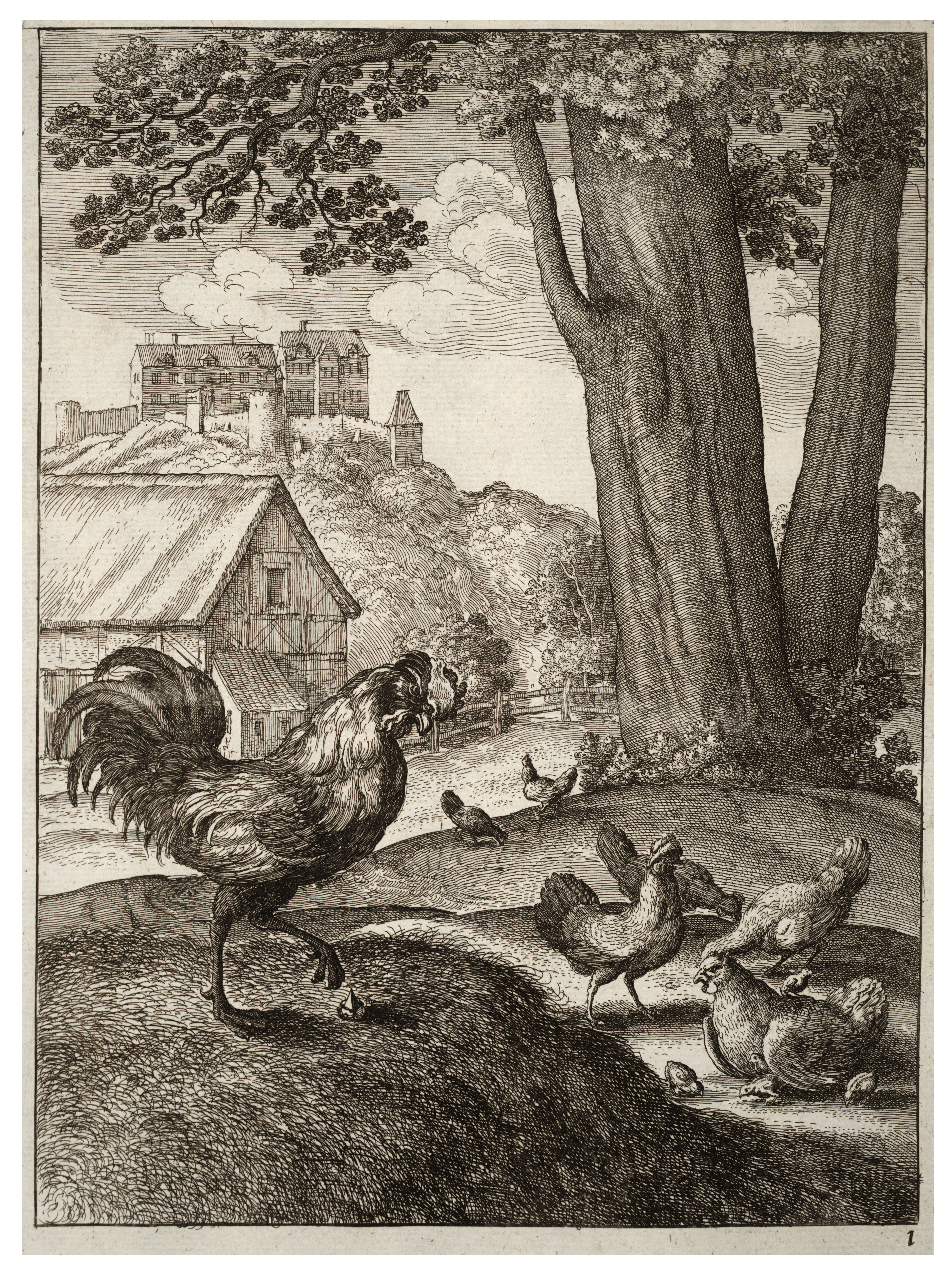
Coq surveillant ses poules du haut d'une fumière, par Wenceslas Hollar (XVII).

La fumière est souvent associée au coq, lançant son cocorico matinal du haut du tas de fumier, ou y trônant en surveillant attentivement son sérail.
- Ésope, puis Phèdre et Jean de La Fontaine le placent sur la fumière pour découvrir une pierre précieuse somme toute sans importance ;
- Dans le Roman de Renart, le tas de fumier est le premier refuge de Chantecler le coq pour échapper à Renart ;
- Hans Christian Andersen, dans ses Contes merveilleux, oppose le coq sur la fumière et celui de la girouette ;
- Nicolaï Leskov écrit « Quant aux coqs, perchés en haut des tas de fumier chauds et exhalant une vapeur, ils imaginaient qu'ils étaient devenus des grands-prêtres »[16].
- Émile Zola en donne aussi une belle description dans La Terre : « Et, sur la fosse à fumier, seul un grand coq jaune sonnait le réveil, de sa note éclatante de clairon. Un second coq répondit, puis un troisième. L’appel se répéta, s’éloigna de ferme en ferme, d’un bout à l’autre de la Beauce. »